# Marek Brzeziński (ekonomista)
 Marek Lucjan Brzeziński (ur. 20 maja 1949 w Kraśniku) – ekonomista, dr hab., wykładowca akademicki.

## Życiorys
W 1974 ukończył studia na Politechnice Warszawskiej. W 1981 uchwałą Rady Naukowo-Dydaktycznej Instytutu Organizacji i Zarządzania Politechniki Wrocławskiej otrzymał stopień doktora nauk ekonomicznych w zakresie zarządzania. W 1997 r. uzyskał stopień doktora habilitowanego nauk ekonomicznych w zakresie zarządzania w Instytucie Organizacji i Zarządzania w Przemyśle. Pracował na Politechnice Lubelskiej. Był związany z Wyższą Szkołą Finansów i Zarządzania w Warszawie oraz z Uniwersytetem Marii Curie-Skłodowskiej w Lublinie. W latach 1978–2000 zajmował się organizacją i zarządzaniem produkcją i przedsiębiorstwami. Od 2000 do chwili obecnej zajmuje się problematyką: zarządzania innowacjami technicznymi i organizacyjnymi oraz modelowania organizacji (przedsiębiorstw) przyszłości.

## Wybrane publikacje
- Brzeziński M., Organizacja kreatywna, Warszawa, 2009.
- Brzeziński M., Czop K., Leszczyńska A., Wprowadzenie do nauki o przedsiębiorstwie, red. Marek Brzeziński, Warszawa, 2007
- Brzeziński M., Czop K., Istota i zakres funkcjonowania przedsiębiorstwa, [w:] Wprowadzenie do nauki o przedsiębiorstwie, Warszawa, 2007.
- Brzeziński M., Organizacyjne i produkcyjne aspekty działalności przedsiębiorstwa, [w:] Wprowadzenie do nauki o przedsiębiorstwie, Warszawa, 2007.
- Brzeziński M., Kreatywność paradygmatem organizacji przyszłości, [w:] Nowoczesne przedsiębiorstwo, red. Trzcieliński S., Poznań, 2005.